# Lyssomanes michae
Lyssomanes michae är en spindelart som beskrevs av Brignoli 1984. Lyssomanes michae ingår i släktet Lyssomanes och familjen hoppspindlar. Inga underarter finns listade i Catalogue of Life.